# Вранско езеро (Црес)
Вижте пояснителната страница за други значения на Врана.
Вранското езеро (на хърватски: Vransko jezero) е хърватско езеро разположено на остров Црес в Адриатическо море. Представлява най-важният източник на питейна вода в региона.

## Общи сведения
Вранското езеро се намира в централната част на острова на 12 км южно от град Црес. В административно отношение попада в границите на Приморско-горанска жупания.
Езерото има площ от 5,8 км², дължина 7 км и ширина до 1,5 км. То се нарежда на шесто място по площ сред всички водоеми в Хърватия, а сред естествените езера е трето. Най-голямата му дълбочина е 74 м, което го превръща в най-дълбокото езеро сред хърватските езера с площ по-голяма от 0,2 км². Вранското езеро се намира в една падина в най-широката част на остров Црес на по-малко от 5 км от морето.
То е с овална форма и е издължено от север на юг. Заобиколено е от хълмове, най-висок от които е Елмо (483 м). Обитавано е главно от шарани, щуки и риба лин.
Вранското езеро със своите 200 милиона м³ питейна вода има огромно значение за островите Црес и Лошин, тъй като е единственият им източник на прясна чиста вода. Особено много нараства нуждата им от вода през летния сезон заради големия поток туристи. През 1953 г. е прокаран водопроводът, снабдяващ град Црес с вода от езерото. По-късно такива водопроводи са изградени и до островите Лошин, Мали Лошин и Вели Лошин. Освен че езерото осигурява изцяло населението на тези острови с вода, самата му вода е толкова чиста, че не се налага филтрация и обработка. Въпреки това контрол има като е забранено по брега на езерото да се пасат стада и да се извършват земеделски работи с използване на химикали, забранено е също къмпингуването и изхвърлянето на всякакви отпадъци.

## Легенда за езерото
Съществува местна легенда за произхода на езерото. Според нея на това място някога имало замък, в който живеела една жена. Тя била богата, но имала по-бедна сестра, с която не искала да сподели от храната и златото си. За скъперничеството си тя била наказана с една силна буря, която заляла замъка ѝ с вода и той потънал. Така се формирало Вранското езеро. В тихи и безветрени дни според легендата може да се чуе звънът на камбаните от кулата на потъналия замък.